# ジョン・デフォレスト

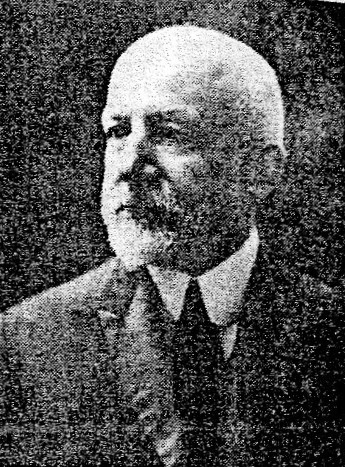
アメリカン・ボードの宣教師ジョン・デフォレスト

ジョン・キン・ホイド・デフォレスト（John Kinne Hoyde Deforest、1844年6月25日 - 1911年5月8日）は、明治時代の日本で活動した、アメリカン・ボードのアメリカの宣教師。J・H・デフォレストと表記される。
1844年アメリカ合衆国コネチカット州ウェストグルフで生まれる。1868年にイェール大学神学部に入学、1871年に同大学を卒業。その後、ニューヘブンで牧師をする。1874年アメリカン・ボードの宣教師として新島襄と共に来日して、大阪で伝道する。
1887年に仙台の東華学校（富田鐵之助（のち日銀総裁）、松平正直（当時宮城県知事）らにより、1886年（明治19年）に設立された「宮城英学校」が始まり。翌年、名称を「東華学校」に改称。1892年（明治25年）の廃校後、現在の宮城県仙台第一高等学校及び宮城県仙台二華中学校・高等学校に引き継がれた）の創立に尽力する。1887年には仙台東二番丁教会の牧師になる。会津伝道にも尽力し、1911年仙台で没した。